# Playground Twist
Playground Twist è un singolo del gruppo musicale inglese Siouxsie and the Banshees, pubblicato il 28 luglio 1979 come unico estratto dall'album Join Hands.

## Il disco
Il brano è stato prodotto dal manager del gruppo, Nils Stevenson e da Mike Stavrou, un tecnico del suono dell'ultimo album dei T. Rex Dandy in the Underworld del 1977.
Playground Twist presenta di un'alterazione del tempo in 3/4, che è insolito per la musica rock. Il ritmo della canzone conferisce un infantile (vale a dire "playground") feel (con riferimenti alle filastrocche dell'infanzia), anche se i testi forniscono un'immagine più sinistra.
Il brano ricevette critiche favorevoli dalla stampa specializzata, come Roy Carr del NME che fece un paragone tra il pezzo e i film di Ingmar Bergman: "Se Ingmar Bergman producesse dischi, potrebbero suonare come questo. L'ascoltatore viene immediatamente inghiottito in un vortice di suoni roteanti scanditi dal rintocco minaccioso delle campane, chitarre cadenzate, fragorose percussioni, un surreale sax alto e il lamento della voce di Siouxsie. Si richiede di essere ascoltato più volte ad un volume al limite della sopportazione per ottenere la sua piena qualità da incubo."
Il singolo diventò il terzo top 40 di Siouxsie and the Banshees, arrivando alla ventottesima posizione delle classifiche inglesi , permettendo al gruppo di suonarla dal vivo a Top of the Pops.

### Versioni
- 28-lug-1979 – Siouxsie and the Banshees, Playground Twist, 45gg, Polydor 2059 130, Regno Unito[3]. Questa versione è pubblicata come singolo con Pulled to bits come lato B, la quale non fa parte dell'album Join Hands ma è stata inclusa nella raccolta Downside Up del 2004 e nel live Nocturne del 1983.

### Video
È stato girato all'ICA di Londra in una struttura rampicante per bambini, con bambini in carne e ossa. Siouxsie inizia la canzone facendo scorrere verso il basso uno dei poli della struttura rampicante. I bambini corrono e giocano mentre la band suona. Durante l'assolo di sassofono, i bambini suonano sassofoni giocattolo. Stranamente, a un certo punto si vede una bicicletta stazionare sullo sfondo. Il video si conclude con un primo piano del volto di Siouxsie mentre i bambini la circondano e la 'tirano' giù in ginocchio.

## Tracce
Musiche di Siouxsie and the Banshees.
Lato A
1. Playground Twist - 3:01 (testo: Sioux)

Lato B
1. Pulled to Bits - 3:18 (testo: Severin)

## Formazione
- Siouxsie Sioux – voce
- John McKay – chitarra elettrica e acustica, sassofono
- Steven Severin – basso
- Kenny Morris – batteria, percussioni